# 雨月衣
雨月 衣（うげつ ころも）は、日本の漫画家・イラストレーター・手芸作家。
雑誌の挿絵イラストやテレビ番組『伊東家の食卓』のキャラクター等を手がける一方、手芸作家として自作のぬいぐるみや人形も手掛ける。

## 作品リスト
- いにしえからのラブレター（ryo著、挿絵担当）
- Alle gra mente（集英社ぶーけコミックス）
- TALKING LIP（ぶーけコミックス,全3巻）